# Posizione di Trendelenburg

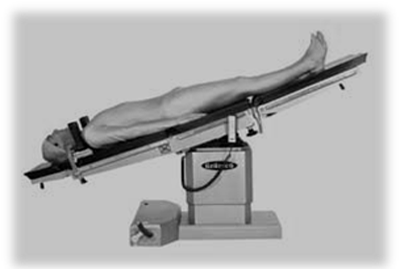
Posizione originale di Trendelenburg

La posizione di Trendelenburg, o posizione anti-shock, è la posizione in cui è posto il paziente in caso di shock o durante l'esecuzione di particolari indagini radiologiche, nonché durante operazioni di chirurgia ginecologica e addominale. Questa posizione prende nome dal chirurgo tedesco Friedrich Trendelenburg, figlio dell'omonimo filosofo.
Il soggetto è supino, sdraiato in modo che il capo sia situato inferiormente a ginocchia e bacino. 
Lo scopo principale della posizione di Trendelenburg è quello di sfruttare la gravità per ottenere una migliore perfusione di organi vitali quali encefalo, cuore e reni; per questo la posizione di Trendelenburg è definita anche posizione anti-shock.

## Applicazioni

### Shock
Sindrome o insorgenza acuta ed evoluzione più o meno drammatica, indotta da cause molteplici di grave entità, caratterizzata da complessi disturbi della dinamica circolatoria, compromissione delle funzioni vitali, turbe metaboliche, neurovegetative e del sensorio: s. traumatico, da ustioni, operatorio, emorragico, tossinfettivo, anafilattico, ecc.

### Diagnostica per immagini
Durante lo svolgimento di radiografia con mezzo di contrasto porre il paziente in tale posizione consente di valutare con discreta sensibilità la presenza di reflusso gastroesofageo. La maggior utilità nel far assumere al malato la posizione di Trendelenburg durante l'esame radiografico con mezzo di contrasto si riscontra però nella diagnosi di ernia iatale. Dagli ultimi studi risulta però concettualmente erronea per questo tipo di indagine, perché totalmente antifisiologica.

### Chirurgia addominale
L'assunzione della posizione di Trendelenburg aiuta nella manovra di riduzione di ernia addominale.

### Ginecologia
L'assunzione della posizione di Trendelenburg è indicata durante il parto complicato da mancata sufficiente dilatazione della cervice uterina, da presentazione podalica del nascituro o da prolasso di funicolo, nonché nei casi in cui sia presente una minaccia d'aborto o di parto pretermine se il sacco amniotico è visibile dall'orifizio uterino esterno.